# Dean Macey
Dean Macey, född den 12 december 1977 i Essex, är en brittisk före detta friidrottare som tävlade i mångkamp.
Han deltog vid VM 1999 och blev silvermedaljör med 8 556 poäng. Han deltog även vid Olympiska sommarspelen 2000 och blev där fyra med 8 567 poäng. Vid VM 2001 blev han bronsmedaljör denna gång med 8 603 poäng.
Han deltog även vid Olympiska sommarspelen 2004 och slutade åter på en fjärde plats, denna gång efter att ha klarat av 8 414 poäng.
Hans sista större mästerskap var Samväldesspelen 2006 där han vann guld.

## Personliga rekord
- Tiokamp - 8 603 poäng